# Kickstart

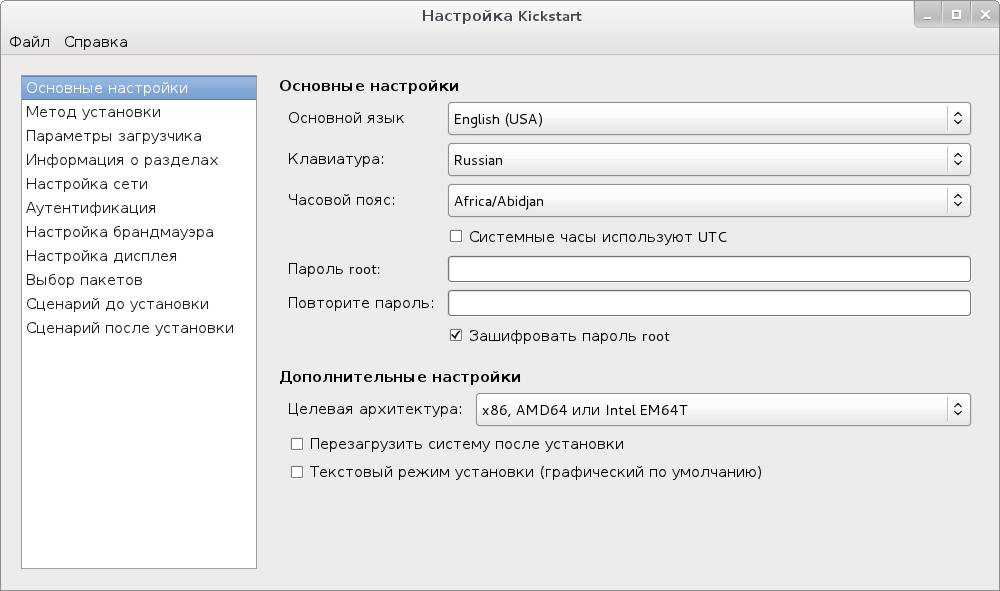
Внешний вид программы system-config-kickstart

kickstart — метод быстрой установки операционных систем, основанных на Red Hat Linux.

## Этапы установки
Для выполнения установки ОС с помощью kickstart необходимо:
- Создать конфигурационный файл для системы kickstart
- Обеспечить возможность чтения конфигурационного файла kickstart во время установки
- Предоставить возможность доступа к установочным файлам
- Загрузиться с установочного ресурса (диск, сеть) и запустить kickstart-установку

## Инструменты
Для облегчения задачи создания конфигурационного файла ответов существует программный пакет с графическим интерфейсом — system-config-kickstart.